# Ак-Чишма (Челябинская область)
Ак-Чишма — упразднённый посёлок в Нагайбакском районе Челябинской области. Входил в состав Остроленского сельского поселения. Исключен из учётных данных в 2004 г.

## География
Располагался в 6 км к северо-западу от посёлка Остроленский.

## История
В 1968 г. населённому пункту при ферме бруцеллезного скота совхоза «Остроленский» присвоено наименование — посёлок Ак-Чишма.

## Население
| 1970 | 1977 | 1983 | 1997 | 2002 |
| ---- | ---- | ---- | ---- | ---- |
| 85   | ↘45  | ↘33  | ↘7   | ↘0   |

По данным переписи 2002 г. в посёлке отсутствовало постоянное население.